# Есеньський замок
Есеньський замок (раніше Есеньське укріплення; біля с. Есень — Яворове, Ужгородський р-н) був зведений Шімоном, із давньоугорського знатного роду Бокшів, за часів угорського короля Ласло IV (Horvát, Győrgy-Kovács, 2002, old.167). Цей замок є найменш дослідженим у Закарпатті, його історію вивчали тільки деякі угорські дослідники.

## Опис
Комплекс захисних споруд Есеньське укріплення займав верхівку «Палацового» пагорбу (Kastely — domb, з угор. — палацовий пагорб) у місці злиття Тиси та її притоки Чаронди, на відстані 36 км від Унгвара в південному напрямку і приблизно стільки ж на захід від Мункача.
Цілком можливо, що фортеця у такому стратегічному місці могла бути збудована з метою здійснення контролю за навколишньою територією та рівнинним сухопутним проходом між непролазними у часи середньовіччя болотами Сернє — мочару та повноводним руслом р. Тиси.
Головна оборонна споруда оточена глибоким ровом та «паланком», спорудженим на валу.
Довгий час Есеньське укріплення було центром земельних володінь родини Бокші, поступово коло нього розрослося поселення Есень (с. Яворово). Можливо замок припинив існування в середині 17 століття, коли Закарпаття було спустошене польськими військами, які переслідували союзника Богдана Хмельницького Дьєрдя ІІ Ракоці. Далі про замок нічого не відомо, очевидно його не відновлювали.
Топонім «Палацовий» пагорб і сьогодні побутує в місцевого населення. У вітчизняній історичній літературі відсутня інформація по цій пам'ятці.
У 2006 р. на ній археологічні дослідження здійснювала експедиція Закарпатської філії рятівної археологічної служби (Бандровський О. Г., Кобаль Й. В.). На замковій горі збереглися сліди замкових валів.